# Wieloszczety osiadłe
Wieloszczety osiadłe, osiadki (Sedentaria) – grupa wieloszczetów wyodrębniana tradycyjnie w randze podgromady przeciwstawianej wolno żyjącym wieloszczetom wędrującym (Errantia) – nazywanym też wieloszczetami pełzającymi lub błędkami – i krążkokształtnym (Myzostomida). Podział na te podgromady był jednym z wielu ujęć klasyfikacji wieloszczetów – nie odzwierciedla jednak ich relacji filogenetycznych. Jest to takson sztuczny, obecnie nie jest akceptowany.

## Systematyka
Grupa ta jest uwzględniana w podziale systematycznym stosowanym w różnych bazach. Według World Polychaeta Database należą tu dwie infragromady i jedna rodzina nie przypisana do żadnej z nich:
- infragromada: Canalipalpata
- infragromada: Scolecida
- rodzina: Chaetopteridae Audouin et Milne Edwards, 1833

W bazie ITIS wieloszczety osiadłe klasyfikowane są z kolei jako gromada podzielona na dwie podgromady:
- Echiura – szczetnice
- Palpata